# Saint-Paul (stacja metra)
Saint-Paul – siedemnasta stacja linii nr 1 w Paryżu. Stacja znajduje się w  4. dzielnicy Paryża.  Została otwarta 6 sierpnia 1900 r.